# 相川考古館
相川考古館（あいかわこうこかん）は、群馬県伊勢崎市三光町にある私立の歴史博物館。人類学者の相川之賀（あいかわ しが）が収集した歴史資料・民俗資料・考古資料を収蔵・展示しており、国の重要文化財に指定された埴輪4点なども所蔵している。

## 概要
相川家は、江戸時代から続く伊勢崎の商家で、その屋敷は当時脇本陣として使用される名家だった。現在も母屋や土蔵、茶室等が残る。
相川家長男の相川之賀（1866年 - 1950年）は、西洋学問を修めることを志して1885年（明治18年）に19歳でアメリカに渡り、学問の過程でカナダ先住民関連資料など多くの人類学的資料を収集した。一時帰国の際には、収集品を東京帝国大学に寄贈するなどし、また地元の伊勢崎町（当時）周辺で出土した考古資料も収集していた。
1914年（大正3年）の帰国後は、町会議員など町の要職を歴任しながら県の文化財調査に携わった。晩年、私有地の一角に博物館を建てることを志したが、第二次世界大戦の影響で果たせず、1950年（昭和25年）に死去した。しかし、その遺志を継いだ長女らにより同年「相川郷土館」の名で創設された（後に「考古館」に改称）。1993年（平成5年）には財団法人による運営に移行し、公益法人制度の発足後は公益財団法人による運営となっている。
考古館は、相川家の旧母屋や土蔵を展示室に利用しており、土蔵では県内出土の考古資料などを中心に展示している。そのほかにも近世の人形や伊勢崎銘仙など歴史・民俗資料もある。

## 所蔵文化財

### 重要文化財（国指定）
以下の埴輪4件が重要文化財（考古資料）に指定されている。〔 〕内は相川考古館ウェブサイトにおける呼称。
- 埴輪男子倚像〔弾琴男子像〕-群馬県前橋市朝倉町出土。琴を弾く人物埴輪[2]。館のシンボルマークにもなっており、公式Facebookや公式Twitterでは「ことはにくん」としてキャラクター化している[3][4]。
- 埴輪武装男子立像〔武装男子像〕-群馬県太田市（旧新田郡強戸村成塚）出土。甲冑をまとい武器を携えた人物埴輪。東京国立博物館所蔵の国宝「埴輪 挂甲武人」によく似た武人埴輪の1つ[5]。
- 埴輪男子立像〔盛装男子像〕-群馬県伊勢崎市豊城町出土[6]。
- 埴輪男子立像〔広帯男子像〕-群馬県邑楽郡大泉町出土[7]。

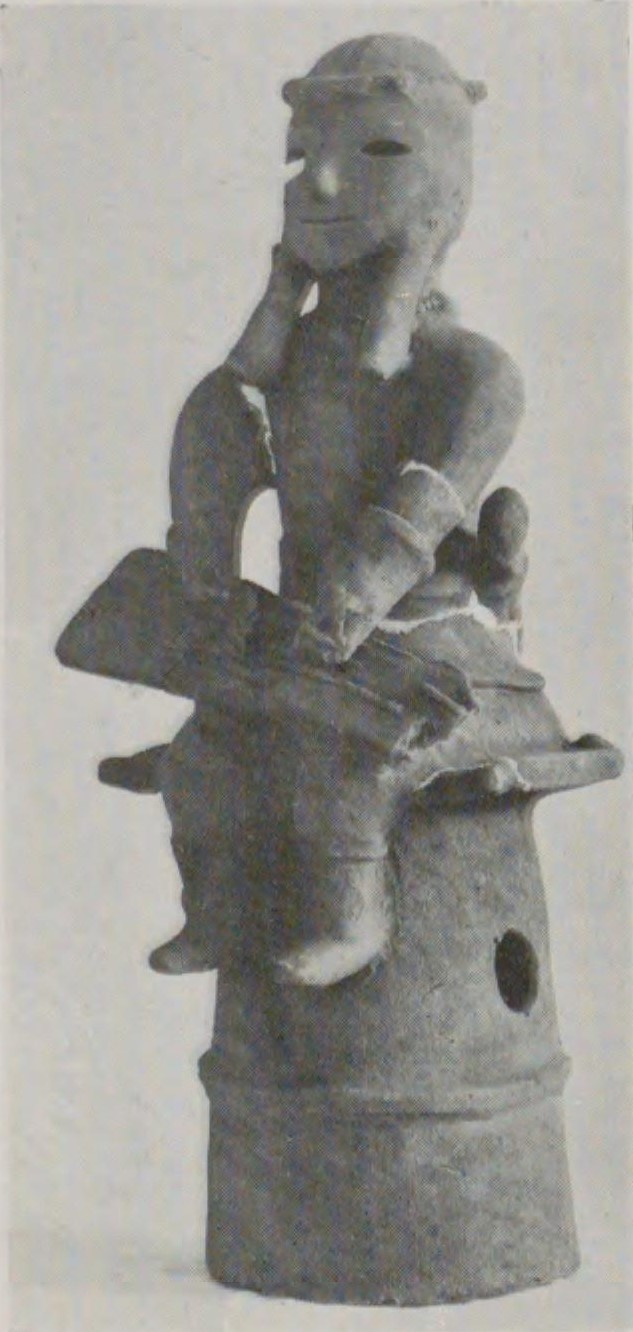
弾琴男子像
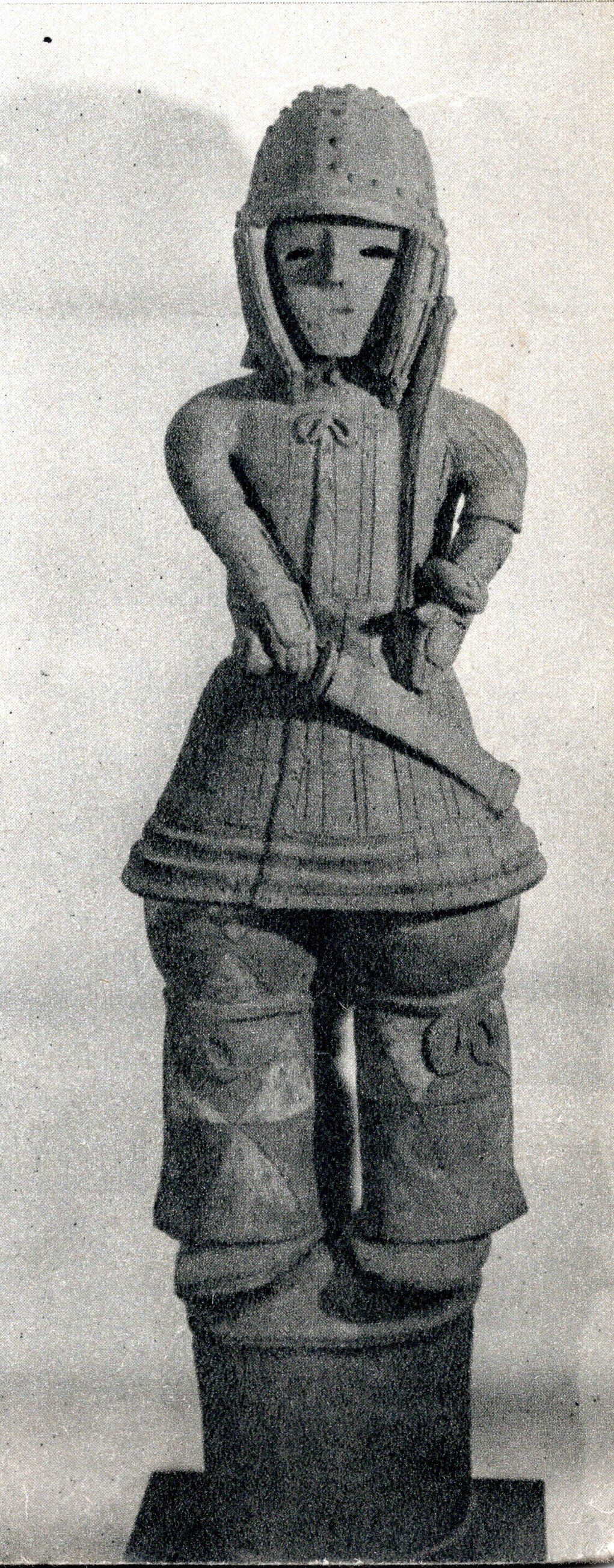
武装男子像
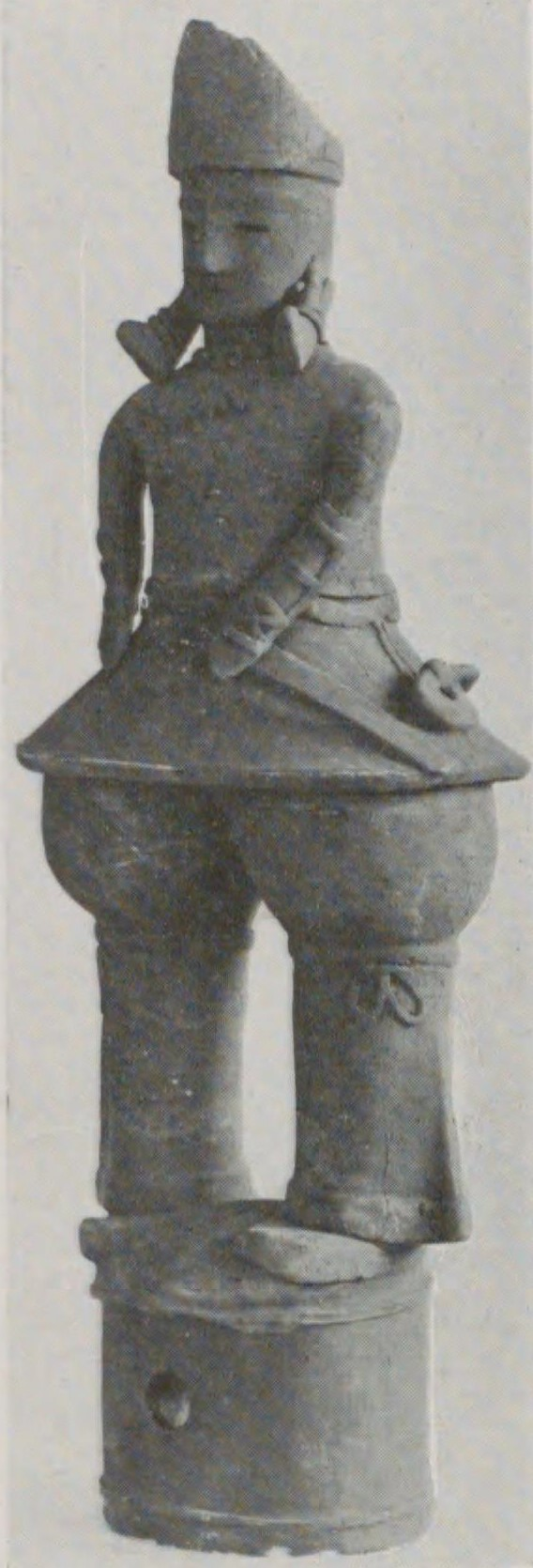
盛装男子像
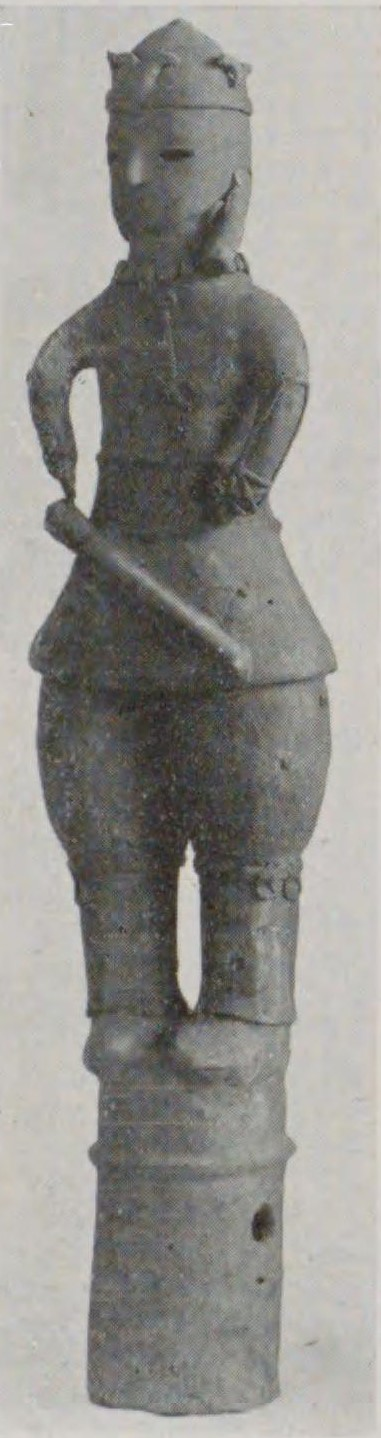
広帯男子像

### 県指定重要文化財（建造物）
- 觴華庵（しょうかあん）-1861年（文久元年）に建てられた相川家の茶室で群馬県内最古の茶室建築。2000年（平成12年）3月21日指定[8]。現在も茶室として利用され、来館者に抹茶が提供される[9]。

## 機関誌
- 『相川考古館だより』-1983年（昭和58年）4月より発行[10]。

## 利用案内
- 入場料：一般500円・小中学生200円（茶室「觴華庵」での抹茶400円）
- 開館時間：午前9時30分から午後4時30分まで
- 休館日：月曜日（祝祭日除く）、年末・年始（12月30日から1月3日まで）[11]

## アクセス
- JR両毛線伊勢崎駅より徒歩12分
- 東武伊勢崎線新伊勢崎駅より徒歩10分
- 北関東自動車道駒形ICから車で10分
- 駐車場あり[11]